# 송내역 환승센터
송내역 환승센터는 경기도 부천시 원미구 상동에 위치한 시내버스 환승센터이다. 송내역 북부광장 (송내무지개광장)에 위치하고 있다. 2015년 10월 6일부터 일부 노선이 운행을 시작했다.
시내버스 정류장이 2층에 건설되었기 때문에 전철역과 버스정류장 간 환승거리가 약 140m에서 20m로 크게 줄어드는 효과가 있다.

## 역사
- 2013년 5월 : 환승센터 신축공사 착공
- 2014년 4월 28일 : 송내역 북부광장 경유 시내버스 임시 승강장으로 이동[2]
- 2015년 10월 5일 : 1단계 개통 및 송내역 환승센터로 일부 버스 노선 운행 개시[3]
- 2015년 10월 17일 : 2단계 개통 및 일부 버스 노선 조정[4]
- 2016년 2월 20일 : 3단계 개통 및 일부 버스 노선 조정[5]
- 2016년 4월 30일 : 4단계 개통 및 일부 버스 노선 운행 개시

## 구조
2층 구조로 건설되었으며, 1층은 택시와 승용차만 통행 가능하고, 2층은 시내버스만 통행이 가능하다. 통행 방식은 기존 북부광장 내 도로를 폐쇄하고 극동아파트앞 교차로에서 진입해 솔안공원입구 교차로로 나오는 일방통행 방식으로 통행한다.

## 승강장
2층 시내버스 정류장은 3개 구역으로 나누어 각 구역 당 2대의 시내버스 노선이 정차하여 총 6개면이 설치되어 있다. 아래 노선은 4단계 개통에 따른 변경 내용이다.
A구역
- ● 7-1번
- ● 8번 (고강동 방면)
- ● 23번
- ● 77번
- ● 50-1번
- ● 70번 (당산역 방면)
- ● 70-3번 (영등포 방면)
- ● 673번 (이대부고 방면)
- ● 23-1번

B구역
- ● 15번
- ● 16번(산삼농수산물방면)
- ● 16번(차고지방면)
- ● 27번
- ● 66번
- ● 53번 (롯데마트 계양점 방면)
- ● 53번 (소사고등학교 방면)
- ● 700번 (여의도 방면)

C구역
- ● 12-1번 (괴안동 방면)
- ● 12-1번 (대장동종점 방면)
- ● 25번 (범박동휴먼시아2차 방면)
- ● 83번 (대장동 방면)
- ● 83번 (여의도 방면)

## 임시 승강장 운영 당시 정류장
2014년 4월 28일 송내역 북부광장을 경유하던 노선을 환승센터 공사로 인해 임시 정류장을 신설했는데 그 내용은 다음과 같다.
임시정류장 1
부천시 원미구 부일로 204 근처에 위치했다.
- ● 8번 (고강동 방향)
- ● 70-3번 (영등포 방향)
- ● 83번 (여의도 방향)

임시정류장 2
부천시 원미구 송내대로 70 앞에 위치했다.
- ● 7-4번 (김포국제공항 방향)
- ● 12-1번 (대장동 방향)
- ● 25번 (상1동주민센터 방향)
- ● 37번 (삼산농산물시장 방향, 인천 면허)
- ● 53번 (부천터미널 소풍 방향)
- ● 70번 (당산역 방향)
- ● 80번 (계산역 방향, 인천 면허)
- ● 87번 (삼산단지 방향, 인천 면허)
- ● 673번 (이대부고 방향, 서울 면허)
- ● 700번 (여의도 방향)

임시정류장 3
부천시 원미구 부일로205번길 26 앞 송내대로변에 위치했다.
- ● 1번 (안산 방향, 안산 면허)
- ● 7-4번 (상동차고지 방향)
- ● 12-1번 (괴안동 방향)
- ● 25번 (범박동 방향)
- ● 53번 (소사고등학교 방향)
- ● 1001번 (부천대 방향, 고양 면허)
- ● 9008번 (부천대 방향, 김포 면허)

기존정류장 1
부천시 원미구 부일로 223 근처에 위치했으며 기존 정류장을 활용한 것이다.
- ● 1번 (부천터미널 소풍 방향, 안산 면허)
- ● 8번 (삼정동 방향)
- ● 70-3번 (상동차고지 방향)
- ● 83번 (대장동 방향)
- ● 1001번 (고양시 방향, 고양 면허)
- ● 9008번 (김포시 방향, 김포 면허)

기존정류장 2
둘리광장 앞에 위치했으며 기존 정류장을 활용한 것이다.
- ● 70번 (송내고등학교 방향)
- ● 302번 (인천국제공항 방향, 인천 면허)
- ● 673번 (자동차매매단지 방향, 서울 면허)
- ● 700번 (상동차고지 방향)

광장 외측
송내역 북부광장을 기존대로 경유하는 것으로 유지하는 노선으로, 송내역앞사거리 쪽 정류장이다.
- ● 15번 (쌍용아파트 방향)
- ● 23-5번 (소사차고지 방향)
- ● 66번 (부천북부역 방향)
- ● 96-1번 (삼산서해그랑프리 방향)

광장 내측
송내역 북부광장을 기존대로 경유하는 것으로 유지하는 노선으로, 송내역 쪽 정류장이다.
- ● 7-1번 (부천테크노파크 방향)
- ● 7-3번 (화곡역 방향)
- ● 16번 (삼산농산물시장 방향)
- ● 23번 (화곡역 방향)
- ● 27번 (부천터미널 소풍 방향)
- ● 33번 (화곡역 방향)
- ● 50-1번 (김포국제공항 방향)
- ● 96번 (범박동 방향)